# 沈诗章
沈诗章（英語：Shen Shih-Chang，1912年—2002年3月5日），出生于中国上海，美国生理学家。其祖父为沈应奎，清末曾任贵州布政使和台湾布政使。

## 生平
沈诗章早年考入燕京大学，之后在北京协和医学院攻读硕士，师从林可胜。1937年由丹麦的林登斯特·罗姆兰格教授介绍，到剑桥大学生物化学实验室攻读博士学位，导师是李约瑟，研究方向是两性动物卵内不同地方的呼吸比率，他当时正在研究称为“呆巴子”的超微测微器。从剑桥大学毕业后，前往美国耶鲁大学任教（1948年至1958年）。1958年至1975年，在哥伦比亚大学担任解剖学和神经生理学教授。他曾与美国生理学家坎农（Walter Bradford Cannon）合作完成论文《用割除神经术增强瞳孔括约肌对于乙酰胆碱之反映》。
2002年3月5日，在加州旧金山去世。